# 43ª Squadriglia
La 43ª Squadriglia del Servizio Aeronautico del Regio Esercito dall'aprile 1916 con aerei Caudron.

## Storia

### Prima guerra mondiale
Il 15 aprile con i cambi dei nomi di tutte le squadriglie la 3ª Squadriglia per l'artiglieria di Gonars su Caudron G.3 diventa 43ª Squadriglia al comando del Capitano osservatore Felice Porro e dal 30 aprile passa nel V Gruppo con 8 piloti tra cui il futuro Asso dell'aviazione Sergente Antonio Amantea ed 8 osservatori.
Il 1º maggio si sposta da Medeuzza a Risano (Pavia di Udine) per il VI Corpo d'armata ed il 12 giugno a Castello di Godego nel VII Gruppo (poi 7º Gruppo Autonomo Caccia Terrestre) per il XVIII Corpo d'Armata e XX Corpo d'Armata.
Il 12 luglio va a Feltre ed il 23 luglio torna al V Gruppo a Sammardenchia di Pozzuolo del Friuli per la 3ª Armata (Regio Esercito).
Nel mese di settembre dispone di 6 piloti e 7 osservatori ed il 12 novembre il comando passa al Cap. osservatore Giulio Carranza.
In dicembre si sposta a Bolzano di San Giovanni al Natisone.
Nel 1916 ha svolto 254 voli di guerra per 530 ore, 41 rilievi fotografici e 49 osservazioni di tiro.
All'inizio del 1917 dispone di 5 piloti e 7 osservatori tra cui il Tenente Pietro Pinna Parpaglia, futuro Generale di Squadra Aerea e Comandante dell'Aeronautica dell'Africa Orientale, ed in febbraio di 10 piloti tra cui l'Aspirante Silvio Scaroni iniziando a volare sui Caudron G.4.
In aprile dispone di 6 G.3 ed un G.4 che si distrugge il 13 aprile per un blocco ai motori.
Il 17 maggio viene messo fuori uso dalla contraerea l'aereo del Caporale Pasquale Robiglio e del Ten. osservatore Vittorio Marchesi ed il 25 maggio i suoi aerei mitragliano la fanteria quando nel periodo dispone di 8 G.3 e 3 G.4.
Il 7 maggio il reparto riceve una Sezione Nieuport con 4 caccia comandati dal Cap. Bartolomeo Costantini della 91ª Squadriglia che dispone del Sergente Attilio Imolesi della 79ª Squadriglia e del Serg. Antonio Chiri della 78ª Squadriglia aeroplani da caccia.
Il 10 maggio Imolesi ottiene la sua prima vittoria collaborando con Francesco Baracca all'abbattimento di un velivolo austriaco.
In estate arriva il Ten. pilota Aldo Finzi (politico) ed il 26 settembre torna a Medeuzza dove il 15 ottobre 1917 viene sciolta per vetustà dei velivoli disarmati.
Nella guerra la squadriglia ha svolto quasi 500 voli di guerra subendo una perdita.

### Seconda guerra mondiale
Al 10 giugno 1940 era al Bir el Bhera (vicino a Iefren) con 8 S.M.79 nel XXXV Gruppo del 33º Stormo Bombardamento Terrestre della 5ª Squadra aerea della Regia Aeronautica.